# Cremastus wyomingensis
Cremastus wyomingensis là một loài tò vò trong họ Ichneumonidae.